# Lytta peninsularis
Lytta peninsularis is een keversoort uit de familie van oliekevers (Meloidae). De wetenschappelijke naam van de soort is voor het eerst geldig gepubliceerd in 1901 door Fall.